# Lisen Bratt Fredricson
Lisen Nina Magdalena Bratt Fredricson, född 23 januari 1976, är en svensk ryttare som tävlade inom banhoppning.

## Biografi
Bratt Fredricson blev 37:a individuellt i olympiska spelen i Sydney 2000 med hästen Casanova och 72:a individuellt i olympiska spelen i London 2012 med hästen Matrix. I mars 2013 sålde hon Matrix till den argentinska ryttaren José Maria Larocca. Numera (2020) driver hon företaget Grevlundagården i Vitaby hemma samt Jönköping Horse show och webshopen Get the Gallop.

### Familj
Bratt Fredricson är dotter till den verkställande direktören Carsten Bratt och hans hustru inredningsarkitekten Madeleine Bratt, född Ekman. Hon är gift med hoppryttaren Peder Fredricson, och de har tillsammans tre barn.

## Meriter i urval
- 2002 1:a Åland GP 1,50; 1:a Göteborg 1,50.
- 2001 1:a Bratislava GP; 1:a Falsterbo Derby; 1:a Bratislava SVK.
- 2000 1:a Göteborg GP 1,50; Rom GP 1,50; 7:a (lag) OS i Sydney.
- 1999 1:a Budapest GP 1,50; 1:a Globen GP 1,50.

## Topphästar

### Tidigare
- Casanova (valack född 1990) Brun Svenskt varmblod, e:Cortez u:Alpenkicka (17) ue:Alpen Fürst
- Matrix (hingst född 2002) Skimmelfärgad Svenskt varmblod, e:Cardento u:Medusa ue:Maximus
- Fendi (senare Fibonacci) (Valack född 2005) Skimmelfärgad Svenskt varmblod, e: For Feeling u: Tarusa ue: Corland såldes 2014 till Meredith Michaels-Beerbaum.[3]

### Fotnoter
1. ↑  ”Matrix såld”. Tidningen Ridsport. http://www.tidningenridsport.se/Tavling/Nyheter/2013/3/Matrix-sald/. Läst 28 oktober 2014.
2. ↑  ”Lisen Nina M Bratt Fredricson - Personprofil”. www.allabolag.se. https://www.allabolag.se/befattningshavare/lisen-nina-m-bratt-fredricson/32709cbbf8558518ec63f26cd1efef51. Läst 27 mars 2020.
3. ↑  ”Lisen om försäljningen av Fendi”. www.tidningenridsport.se. https://www.tidningenridsport.se/lisen-om-forsaljningen-av-fendi/. Läst 27 mars 2020.